# Ферджани, Фарес
Фарес Ферджани (араб. فارس الفرجاني‎, род. 22 июля 1997 года, Тунис, Тунис) — тунисский фехтовальщик-саблист, серебряный призёр летних Олимпийских игр 2024 года, чемпион Африканских игр, чемпион Африки. Участник летних Олимпийских игр 2020 года. 

## Биография
Живёт в Тунисе.
В 2019 году на Африканских играх в Марокко стал победителем в индивидуальных соревнованиях. В финале одержал победу над спортсменом из Египта Медхатом Моатазом. 
В 2021 году принял участие в соревнованиях на летних Олимпийских играх в Токио. Уступил в 1/16 финала итальянцу Энрико Берре. 
В 2024 году на чемпионате Африки в Касабланке стал чемпионом командного турнира саблистов. 
На летних Олимпийских играх в Париже, в 2024 году, Фарес стал обладателем серебряной медали. В финале он уступил спортсмену из Южной Кореи О Сан Уку.